# Ctenotus labillardieri
Ctenotus labillardieri är en ödleart som beskrevs av  Duméril och BIBRON 1839. Ctenotus labillardieri ingår i släktet Ctenotus och familjen skinkar. Inga underarter finns listade i Catalogue of Life.